# 科魯 (亞洛瓦省)
科魯是土耳其的城鎮，由亞洛瓦省負責管轄，位於該國北部，距離首府亞洛瓦9公里，海拔高度10米，該鎮受1999年發生的矩震級7.6級地震所波及，2010年人口5,257。